# WeSPa椿山站
WeSPa椿山站（日语：／ WeSPa Tsubakiyama eki */?）位于青森县西津轻郡深浦町大字舮作字锅石，是东日本旅客铁道（JR東日本）管辖的五能线上的鐵路車站。車站命名自1995年開始營運的同名觀光景點「WeSPa椿山」（ウェスパ椿山）。

## 历史
- 2001年12月1日 - 作为东日本旅客铁道车站投入运营[1]。仅有临时快速"Resort白神"停车。
- 2002年12月1日 - 普通列车开始停靠本站。
- 2010年4月1日 - 管理站由深浦站变为五所川原站。

## 车站结构
本站為侧式站台1台1线的地上车站，是由五所川原站管理的无人车站。站台西北摆放静态保存的国铁8620型蒸汽机车78653号。该蒸汽机车之前存放于茨城县神峰公园，原打算动态保存。

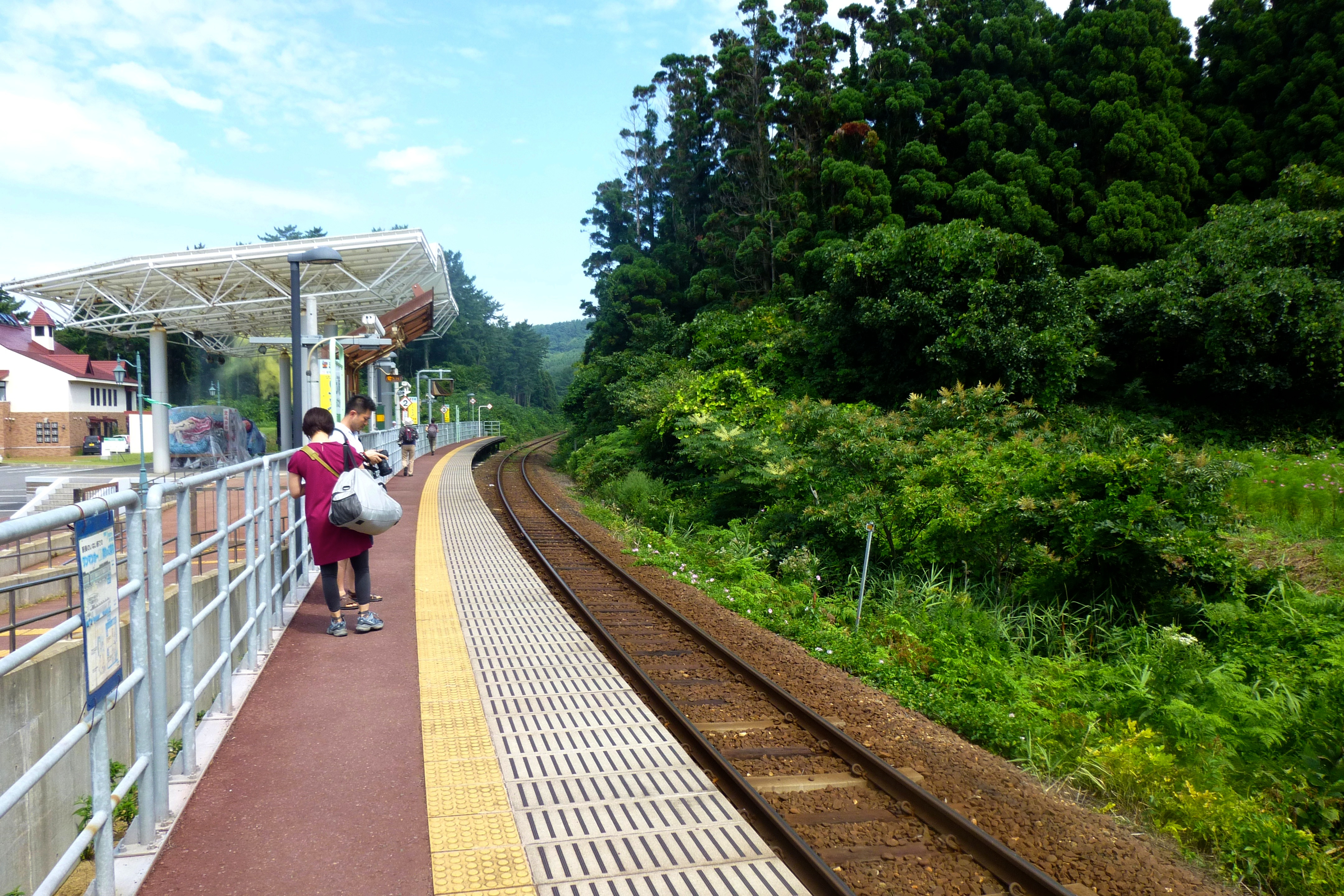
月台(2012年8月)
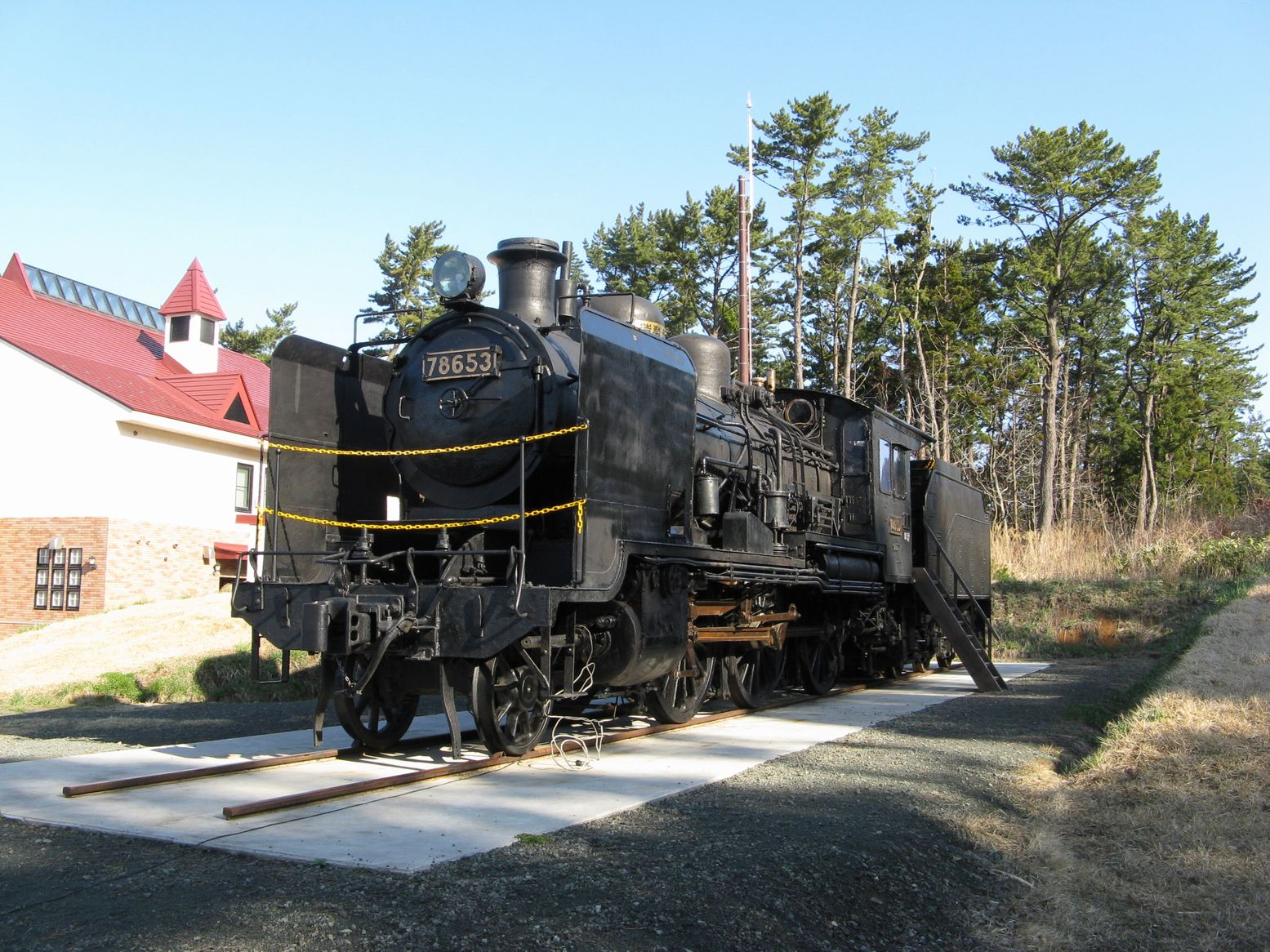
站前保存的78653号蒸汽机车

## 相邻车站
東日本旅客铁道
■五能线
- 临时快速"Resort白神"停车站

□快速
十二湖 ← WeSPa椿山 ← 深浦
■普通
陆奥泽边－WeSPa椿山－舻作